# 作戰負傷

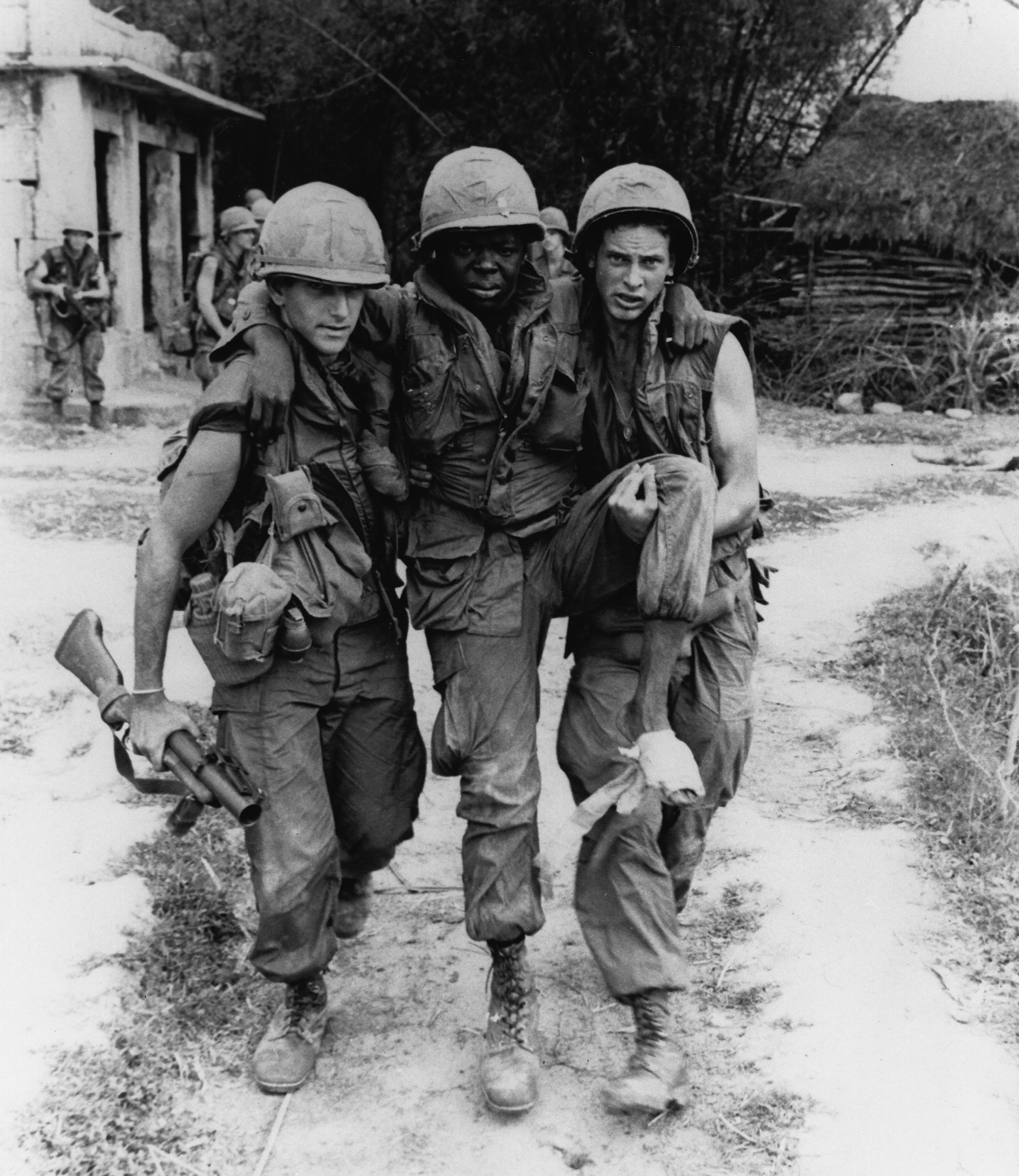
图为美军一等兵赫伯特.李.卡特在越南战争中的棉莱大屠杀期间中通过伤害自己而成功被疏散到后方

作战负伤（WIA）指的是作战人员在战争期间在战区作战时受伤，但没有被杀死。通常，这意味着他们暂时或永久无法携带武器或继续战斗。
一般来说，在战斗中受伤的人数远远多于死亡的人数。常见的战斗伤害包括二级和三级烧伤、骨折、弹片伤、脑损伤、脊髓损伤、神经损伤、瘫痪、视力和听力丧失、创伤后应激障碍（PTSD）和肢体丧失。
美军士兵在战斗中负伤通常会导致随后被授予紫心勋章，因为勋章本身（由美国政府正式授予的军人或平民的奖励办法之一）的目的是表彰那些在战斗中阵亡、丧失行动能力或受伤的人。

## 北约标准

### 负伤
由于外伤或其它原因而在战斗中造成伤害的战斗人员会被算作负伤。这个术语包括各种各样的伤口和其他正在发生的伤害，无论是身体的穿孔，如穿透或穿孔的伤口，还是没有，如接触过的伤口；所有的骨折、烧伤、爆炸震荡、生物和化学战的所有影响、暴露在电离辐射或任何其他破坏性武器或药剂。

### 在接受任务时死亡或受伤
这个术语用在死于行动策划中时受伤或在到达医疗设施后因伤势或在行动中受到其他伤害而死亡的战斗伤亡人员。在美国使用的首字母缩写是DOW，而北约使用DWRIA。

## 其他
- 战斗中阵亡（KIA）
- 战斗中失踪（MIA）
- 战斗中被俘（POW）
- 意外事故